# Hexagram

Hexagram

Šesticípá hvězda

Hexagram je rovinný geometrický útvar, který vznikne superpozicí dvou shodných rovnostranných trojúhelníků, navzájem pootočených o 60°. Sjednocení obou trojúhelníků je šesticípá hvězda, jejich průnik je pravidelný šestiúhelník. Hexagram má šest os souměrnosti, Schläfliho symbol je {6/2}, 2{3} nebo {{3}}.

## Konstrukce
Hexagram se snadno konstruuje kružítkem a pravítkem. Narýsuje se kružnice a její poloměr se na ni od vyznačeného bodu pětkrát nanese. Propojením takto získaných vrcholů ob jeden vznikne hexagram.

## Užití
Vzhledem k jednoduché konstrukci je hexagram prastarý ornament, užívaný jako symbol především ve východních kulturách, v judaismus (Davidova hvězda), v hinduismu a v některých směrech islámu, v moderní době jako znak státu Izrael, v zednářství a v okultismu. Neužíval se v klasické řecké a latinské kultuře, v křesťanství poměrně vzácně a až od středověku. Řecký název hexagram vznikl až v 19. století.